# تغذیه‌کننده کف

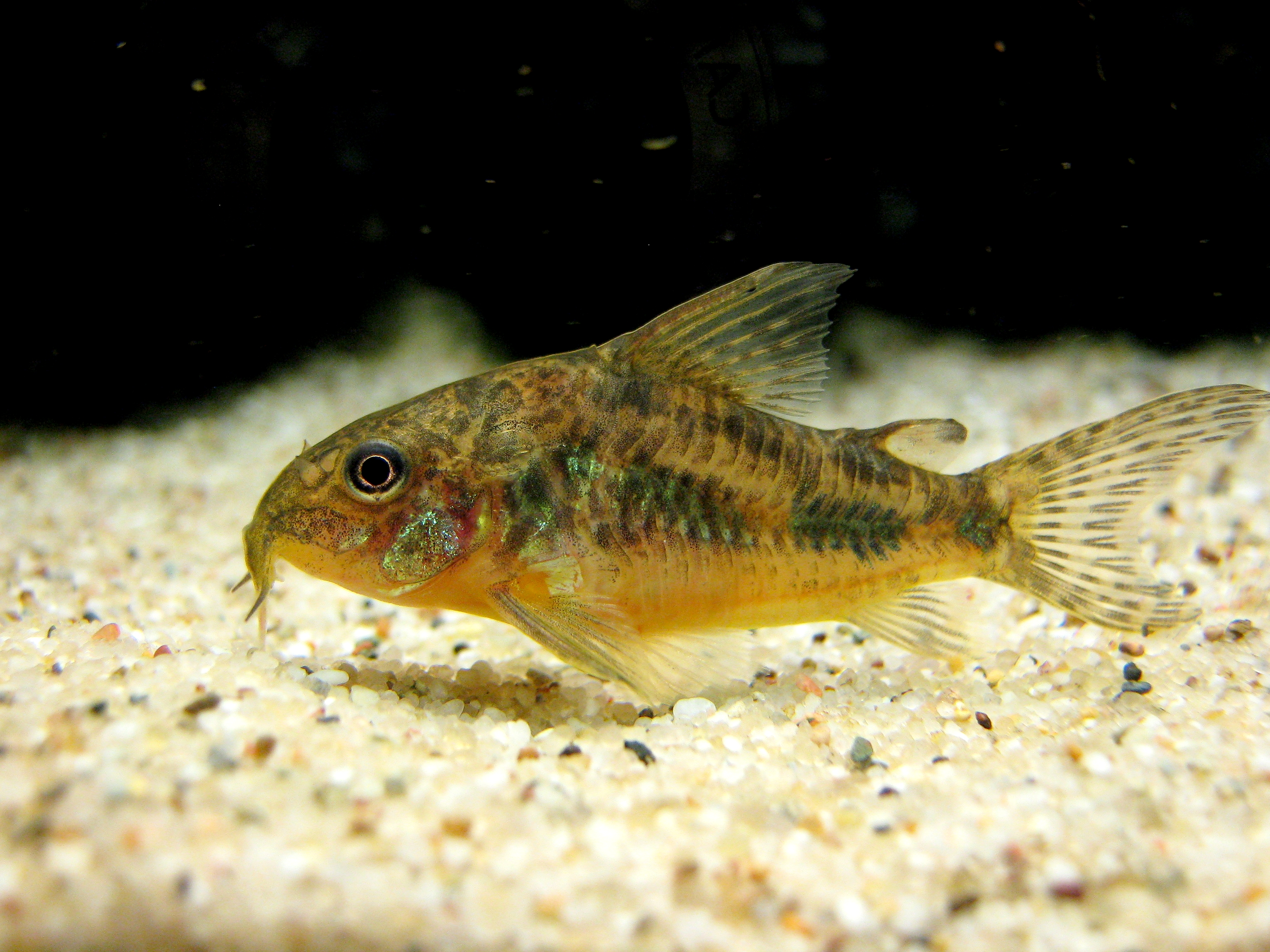
گربه ماهی کوری، گونه‌ای که معمولاً در آکواریوم‌های آب شیرین نگهداری می‌شود. این گونه Corydoras paleatus است

تغذیه‌کننده کف یا تغذیه‌کننده بستر (به انگلیسی: Bottom feeder) یک جانور آبزی است که از بستر یک بدنه آبی یا نزدیک آن تغذیه می‌کند. زیست‌شناسان اغلب از اصطلاحات کف‌زی – به‌ویژه برای بی‌مهرگانی مانند صدف، خرچنگ، خارچنگ، شقایق دریایی، ستاره دریایی، حلزون، پرتاران و خیار دریایی – و اعماق ماهی و بی‌مهرگان برای ماهیان و بی‌مهرگانی که از کف تغذیه می‌کنند، استفاده می‌کنند. با این حال، اصطلاح کف‌زی شامل تمام آبزیانی است که در یا نزدیک به کف زندگی می‌کنند، به این معنی که شامل غیرجانوران، مانند گیاهان و جلبک‌ها نیز می‌شود. زیست‌شناسان همچنین از اصطلاحات خاصی استفاده می‌کنند که به ماهی‌های تغذیه‌کننده کف اشاره می‌کند، مانند ماهی کف‌زی، ماهی زیرزمینی، ماهی اعماق دریا و ماهی بنتوپلاژیک. نمونه‌هایی از گروه‌های گونه‌های ماهیان تغذیه‌کننده کف عبارتند از: کفشک‌ماهی‌ها (لوزی‌ماهی، کفشک، صاف‌ماهی، ماهی حلوا)، مارماهی، ماهی روغن، شاه‌ماهی، خارماهی، هامور، سیم، سرخوماهی و برخی از گونه‌های گربه‌ماهی‌ها و کوسه‌ها.
دیگر تغذیه‌کننده‌های کف مانند برخی از گونه‌های توتیای دریایی، گیاهان آبزی زنده و جلبک‌های درشت را چرا می‌کنند.